# 2018年安克雷奇地震
2018年安克雷奇地震，是2018年11月30日发生于美国阿拉斯加州安克雷奇埃尔门多夫－理查森联合基地附近的地震，震中距安克雷奇市区约18千米。其震中位于北纬61.34度、西经139.94度，地震震级为Mw 7.0级，震源深度约40.9千米。
美国地质调查局认定此次地震是一次正断型地震。主震发生后，又在阿拉斯加半岛附近海域发生多次余震。美国国家海洋和大气管理局一度向美国和加拿大西海岸发布了海啸预警，随后解除。地震对阿拉斯加州南部地区造成了严重震害，阿拉斯加州政府表示本次地震是该州自1964年以来破坏最严重的地震。

## 地质背景
阿拉斯加州是美国最北部的州份，东邻加拿大，西隔白令海峡与俄罗斯相望。位于北美洲板块与太平洋板块的交界处，居于环太平洋火山地震带上，靠近阿留申海沟，地质活动频繁，是美国地震危险性最高的州之一。阿拉斯加州几乎每年都会有一次震级7级的地震，每14年都有一次8级或以上级别的地震。
本次地震震中接近阿拉斯加南部太平洋洋域的板块边界，靠近太平洋板块向北美板块的俯冲带的阿留申弧东段，这里的板块边界被地震学家称为“阿拉斯加－阿留申大型逆冲区”（Alaska-Aleutian megathrust），因此是许多大型逆冲区地震的发生地。此次地震发震的阿留申弧东段从东部的阿拉斯加半岛一直延伸到西部的福克斯群岛，该段构造运动是以垂直岛弧走向的板块汇聚和太平洋板块向大陆岩石圈下的俯冲为主，表现出强烈的火山活动，并伴有一系列巨大的逆冲型地震。
除本次地震外，历史上阿拉斯加太平洋沿岸地区还曾发生过1964年耶稣受难日地震、1965年拉特群岛地震、2016年阿拉斯加地震和2018年1月阿拉斯加地震等多次灾害性地震。据统计，近一个世纪以来本次地震震中附近150千米范围内已发生了6级以上地震14次，附近300千米范围内共发生7级以上地震14次，阿拉斯加州全州平均发震次数则达每年4万次。在此之中，1964年发生在阿拉斯加湾的Mw 8.7级大地震是美国历史上规模最大的地震，也是有史以来震级第二高的地震。而1958年利图亚湾地震则使得逾3千万立方米的岩石和冰块落入阿拉斯加领地利图亚湾，引发有史以来最大的海啸，其溯上高度达到惊人的524米，由此颠覆了海洋学界对海啸的认知。

## 震害情况
这场地震发生在协调世界时2018年11月30日17时29分，也即阿拉斯加标准时间同日8时29分。是次地震震源位于安克雷奇市附近，安克雷奇市区人口数约30万人，市郊及邻近地区居民则有约10万人，属人员密集区。据美国地质调查局的估计，阿拉斯加地区至少有44.8万人能够感知到此次地震，其中极震区居民约有4,000人。
地震发生在当日上午，阿拉斯加州安克雷奇市震感强烈，附近400英里范围内皆有强烈震感，距震中约900千米的该州首府朱诺也有震感报告。当地部分建筑物受到严重损坏，屋内图书货品散落一地，灯柱和树木在地震中摇曳 。一些居民在睡梦中被晃醒，随即仓皇逃至室外躲避。距震中13千米的一位安克雷奇市民形容这场地震是“有史以来最可怕的事情”。安克雷奇居民莫莉·麦卡蒙（Molly McCammon）表示这次地震是她在该州生活45年来所经历过的最严重的地震。阿拉斯加州州长比尔·沃克表示，地震发生时自己正在办公楼的电梯内，当时控制板上的灯不断闪烁，亦有东西从天花板上掉下来，他“很惊讶电梯没有被卡住” 。阿拉斯加基奈居民布兰登·斯莱顿（Brandon Slaton）描述道，自己甚至被从浴缸中掀出，并表示其家中现在处于“混沌状态”。帕尔默市居民克里斯汀·多塞特（Kristin Dossett）表示，地震发生时“简直太可怕了”，这是她37年来经历过的最强烈地震，一次余震使她的钢琴移动到了离墙45厘米的位置。她同时表示，地震时室内不停晃动，“声音越来越大，所有的东西纷纷从我的梳妆台、书架以及厨房橱柜掉了下来，到处都是碎玻璃。”423千米外的一名温赖特居民表示，自家的百叶窗拍打着墙壁，屋内的电视机晃动强烈。阿拉斯加州前州长莎拉·佩林在推特上写道，“我们家庭是完整无缺的，而房子却并非如此”，“一大堆鹿角似乎从客厅的墙上掉下来了” 。当地居民特拉维斯·斯塔林（Travis Starling）表示，每年的这个时候，阿拉斯加州只有六个小时的日照时间，“我们很幸运，地震是在日出时发生的”，“今天发生的余震比我以前经历过的任何一次地震都严重” 。

### 建筑设施

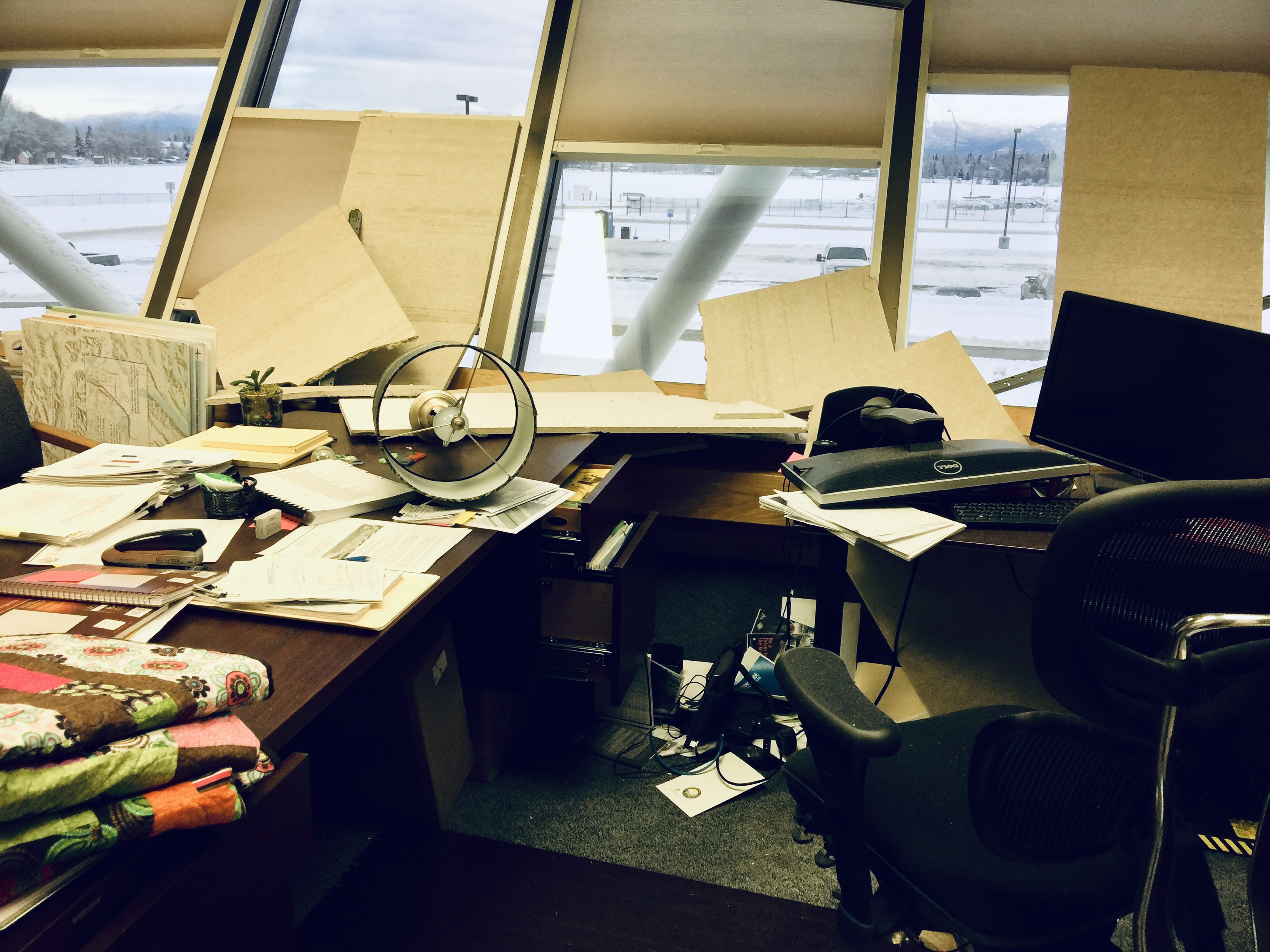
阿拉斯加州交通和公共设施部的一间办公室在地震后杂物遍地、混乱不堪。

在地震和强烈余震的多次冲击下，当地住宅几乎都受到损坏。美国哥伦比亚广播公司旗下的KTVA电视台演播室在地震中受损严重。阿拉斯加东方医学研究所建筑内遍地杂物、一片狼藉。安克雷奇市中心一幢两层建筑出现裂缝。卡尔斯－西夫韦旗下的多家超市因受损较重而临时停业。该市市内的超市、硬件商行等店铺受到地震影响，数以百计的货品被震落在地，一些货架从墙上脱落并倒塌。据安克雷奇市政厅统计，安克雷奇消防局当日接到了地震造成的4起建筑火警，并同时接获了2栋建筑倒塌的报告。
阿拉斯加州安克雷奇学区宣布学区内超过100所学校停课并全部关闭，学区要求家长在可能的时候接回孩子。楚加克市的楚加克高中教学楼内的天花板大片坠落，所幸无人员受伤。马塔努斯卡-苏西特纳自治市镇学区宣布取消所有学校活动，学区内绝大部分学校在12月3日和4日停课两天
阿拉斯加地区有2家医院在地震中受损。位于安克雷奇的阿拉斯加州最大医院普罗维登斯阿拉斯加医学中心出现多处漏水，医院被迫取消了选择性手术。普罗维登斯阿拉斯加医学中心表示，该中心救治了一些轻伤患者，但并未出现伤者大量涌入的情况

### 能源通信

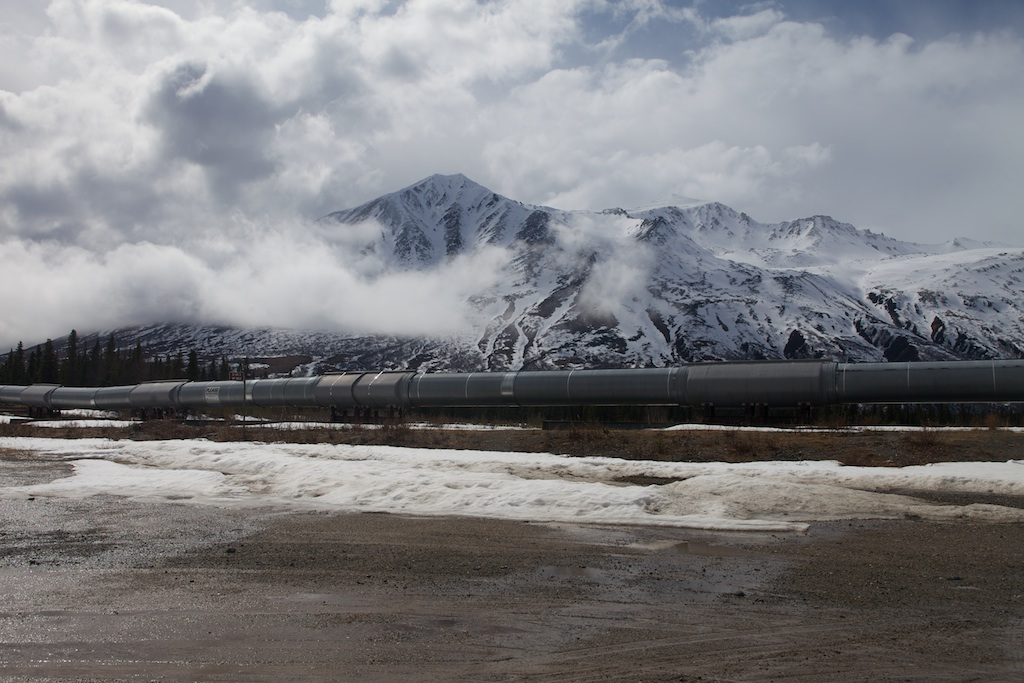
行经雪山山麓的纵贯阿拉斯加管道，该管道是全美最重要的输油管道之一。

阿拉斯加州国土安全和应急管理部表示，本次地震导致该州部分地区通信与电力服务中断，阿拉斯加州共计约4万户居民供电中断。安克雷奇市政电力公司表示，该市有7,000至10,000名用户因地震断电。马塔努斯卡地区的数个变电站停止运转导致该地区约1.2万用户断电。
安克雷奇市部分街区输水管网断裂，其中28条输水干线中断，供水服务受到影响。阿拉斯加州环境保护部表示，震区的井水可能受到污染，并呼吁当地居民将井水煮沸或消毒后饮用。当地一家燃气公司表示其已接到超过700起管道泄漏的报告。美国有线电视新闻网部分频道在当地的播出受到阻断。
纵贯阿拉斯加管道在地震后被迫关闭，管理方派出工作人员检查管线受损情况。管道管理方表示，纵贯阿拉斯加输油管道没有任何已知的损坏，她预计管道可以在完成实地检查前恢复运转。

### 交通运输

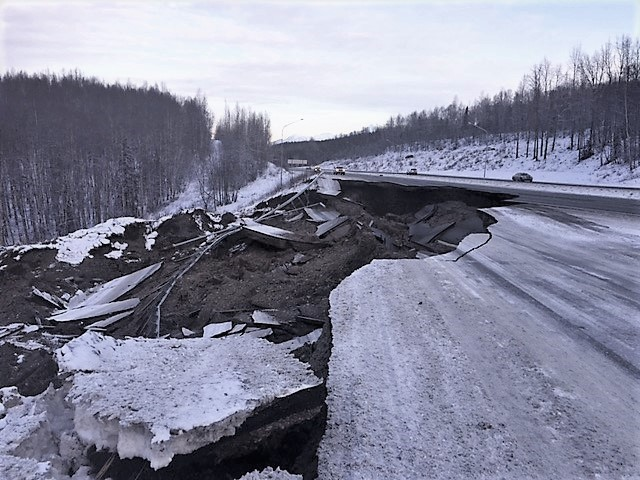
格伦公路镜湖路段的受损情况。1号阿拉斯加州州道在本次地震中损毁严重，交通瘫痪。

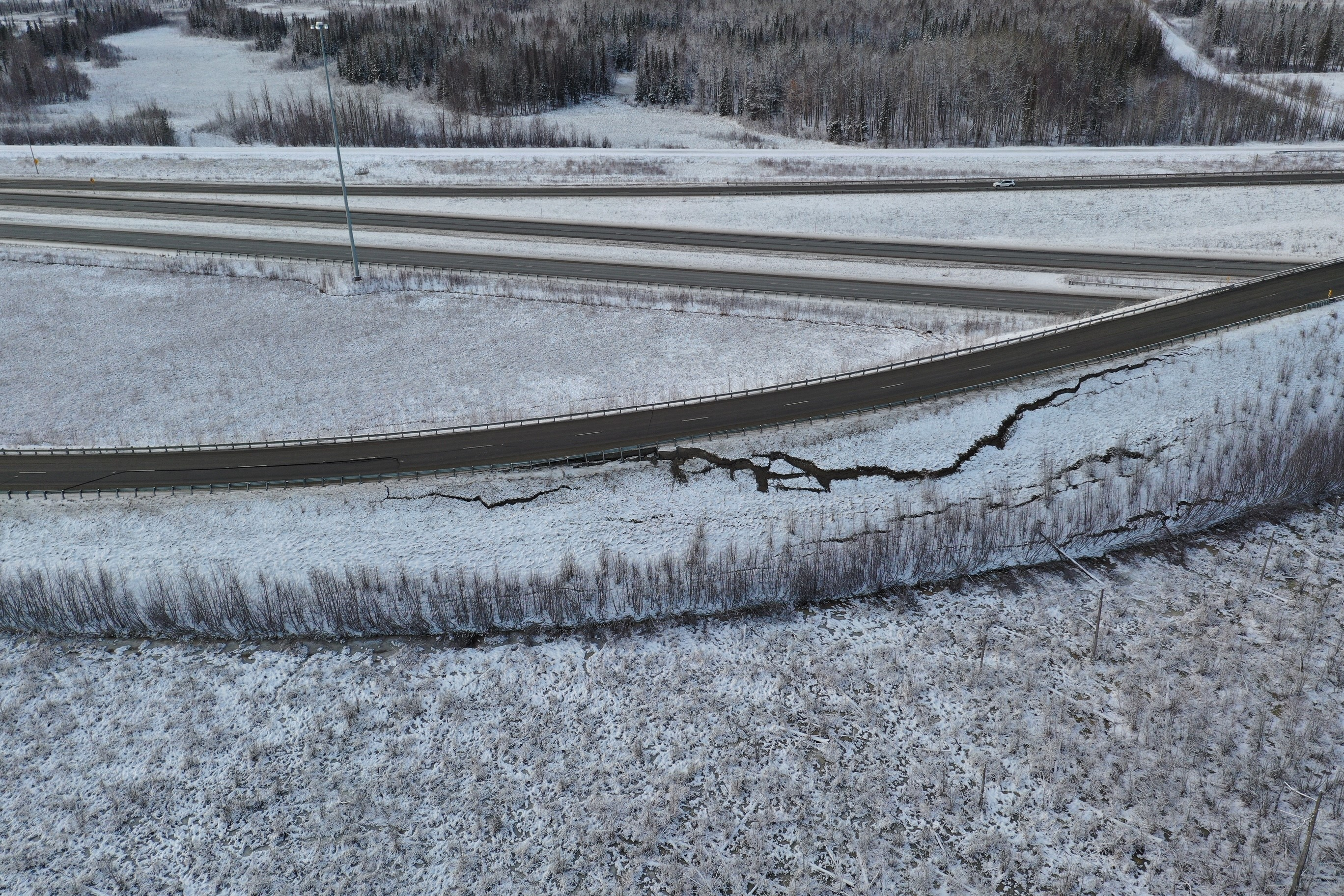
格伦公路帕尔默段附近地面的裂缝。

阿拉斯加州多条交通线路受到地震及其次生滑坡损毁，部分地面道路因地震发生塌陷，区域交通运输受到影响。航运港口方面，安克雷奇港受到轻微损害，但进出阿拉斯加的补给品运输则未受影响。邮政速递方面，美國郵政署宣布阿拉斯加安克雷奇市、伊格尔河和瓦西拉市因地震影响而暂停邮政收寄业务，跨区域的邮政运输业务也被暂停。
公路运输方面，安克雷奇市区的交通信号灯因停电而失灵，市内交通陷入混乱。安克雷奇第三十六大道路面受到毁损，交通受阻。国际机场路与明尼苏达快速路衔接处的一条出口匝道中断，一辆汽车被困在人行横道中央的暂停岛上，周围路面出现大片裂缝。基奈运材岔线路面受损，部分关闭。数辆汽车因地面剧烈摇晃而在 瓦西拉的一个主要十字路口失控相撞。瓦西拉市瓦因大道部分路段出现塌陷。科迪亚克地区也有道路受损的报告。数条高速公路与当地道路在地震中严重损毁。1号阿拉斯加州州道格伦公路部分路段受损严重，交通受到严重阻碍，安克雷奇出城方向的三条车道拥堵不堪。一条从安克雷奇市区通往山区和冰川地区的风景公路在地震后受到严重毁损并出现地面下沉。苏厄德公路途经地区出现塌方落石，影响车辆通行。伊格尔河大桥受到地震损坏，车辆需要绕行。据阿拉斯加州交通和公共设施部统计，阿拉斯加州全境道路中至少有50处受到地震损毁，其中有8处路段损毁严重。此外，安克雷奇短途客运系统也宣布暂停服务。
轨道交通方面，阿拉斯加铁路公司宣布由于安克雷奇运营中心的断电和严重损坏，以及阿拉斯加铁路的轨道完好情况尚未明晰，该公司已暂停了阿拉斯加铁路的运营。该州最大城市安克雷奇与第二大城市费尔班克斯两地间的铁路交通因而中断。阿拉斯加铁路公司指出，工作人员需要一两天来全面评估情况，在铁路被全面清理以供使用之前，所有铁路运营都将暂停。
航空交通方面，安克雷奇4个机场中已有3个关闭。 泰德·史蒂文斯安克雷奇國際機場航站楼内的一些灯具、水管和窗户在地震中受损，机场电话服务中断，塔楼内的工作人员业已撤离。美国联邦航空管理局宣布安克雷奇国际机场暂时关闭，相关航班需要备降科迪亚克机场。安克雷奇国际机场发言人表示，在连续的地震之后，机场的运营能力下降，出现航班延误的情况。

## 海啸威胁

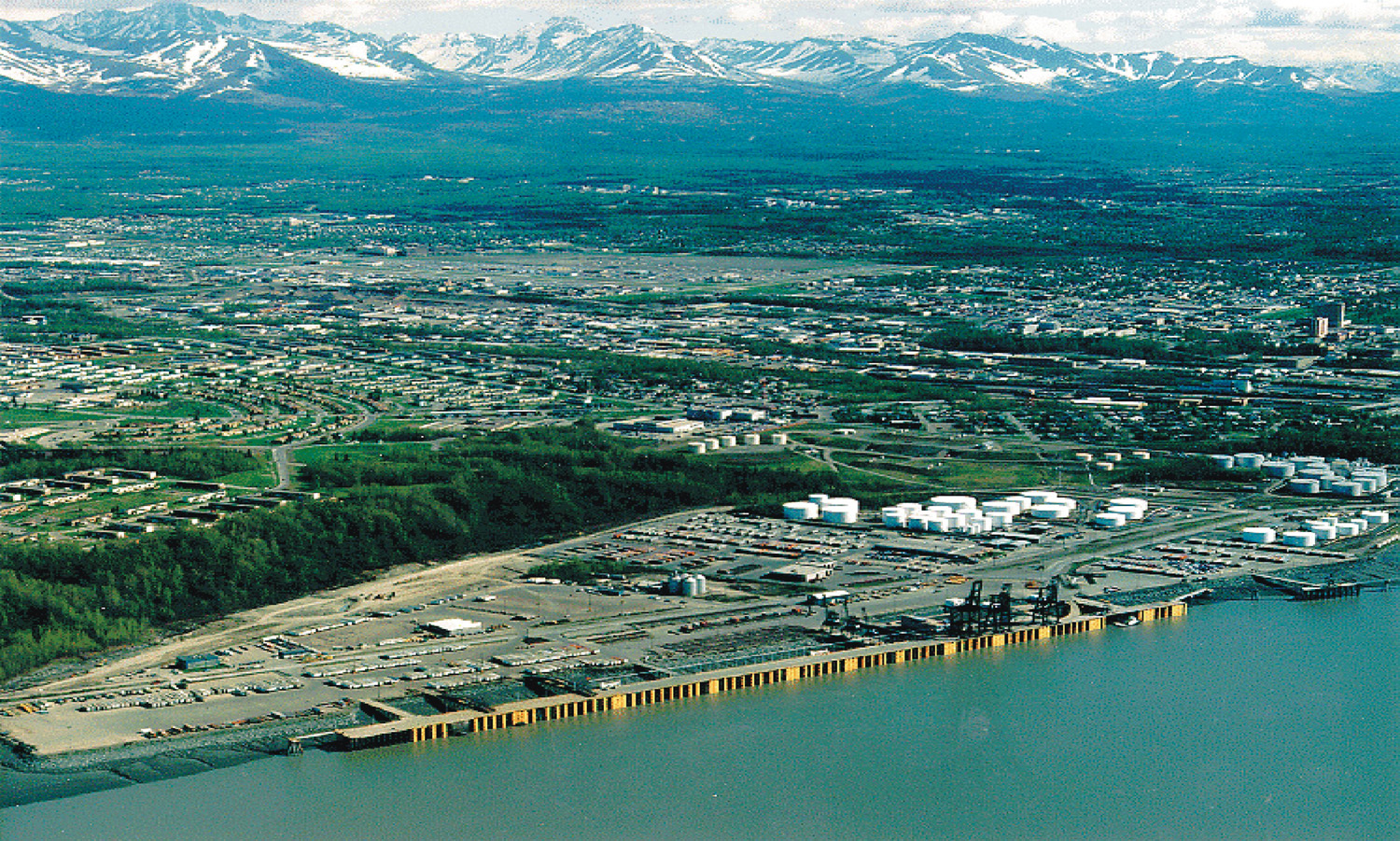
从空中拍摄的安克雷奇港，该港口在本次地震中轻微受损。

地震发生后，总部位于阿拉斯加州帕尔默市的美国国家海啸预警中心在当日17时35分向阿拉斯加州库克湾沿岸和基奈半岛南部发出了海啸警告，并表示该中心正在对美国与加拿大西海岸其他地区的海啸威胁进行评估。美国国家海啸预警中心呼吁海啸预警地区的居民尽量前往内陆或高地并远离海岸线，同时要求近海船舶疏散至远洋地区。科迪亚克市警察局也建议科迪亚克群岛上6,000名居民前往高地避险。美国太平洋海啸预警中心在8时39分向夏威夷群岛、美属萨摩亚和关岛发布海啸信息，表示西北太平洋及中太平洋地区没有海啸威胁。8时46分，中国自然资源部海啸预警中心在其发布的海啸信息中指出，地震可能会在震源周围引发海啸，但不会对中国近海造成影响。8时55分，日本气象厅发表远震关联消息表示，地震震源附近有可能发生海啸，但地震对日本没有影响。
9时58分，美国国家海啸预警中心解除了全部地区的海啸预警，并表示没有观测到海啸，北美西海岸没有海啸威胁。阿拉斯加州政府在检查水下滑坡情况确定没有威胁后，取消了海啸预警。太平洋海啸预警中心表示，此次地震震源较深，不会引发大规模海啸。10时58分，中国自然资源部海啸预警中心指出，本次地震没有监测到海啸波幅。针对本次地震的海啸情况，中国地震台网中心副主任刘桂萍指出，“这次7.2级地震不具备产生海啸的有利条件，可以说不会引发海啸”。

## 观测研究
美国国家海啸预警中心最初测定此次地震震级为7.2级，震源深度28千米。美国地质调查局其后测定本次地震的震级为矩震级7.0级，震源深度40.9千米，并测算该次地震的最大烈度为麦加利地震烈度8(VIII)度。美国地质调查局就本次地震进行的互联网地震强度调查则接获了最大烈度达麦加利地震烈度8(VIII)度的地震感知报告。

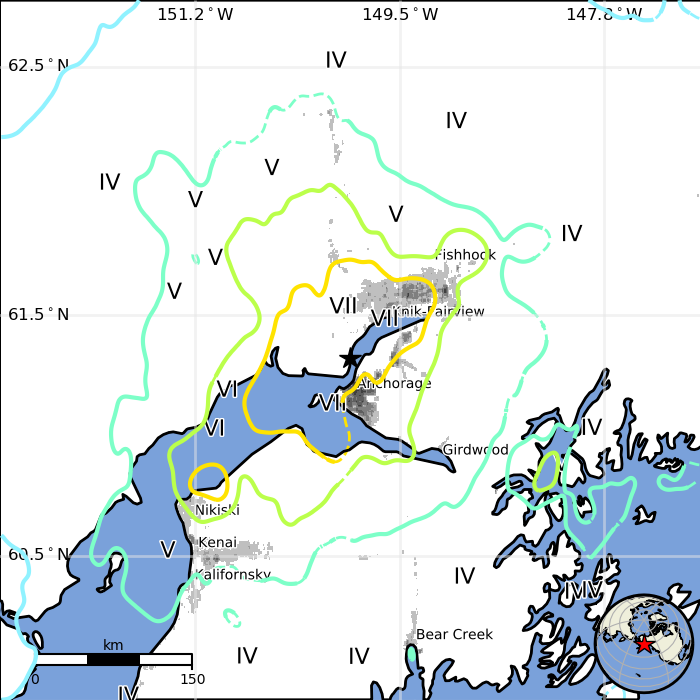
美国地质调查局发布的2018年安克雷奇地震等震线图。美国地质调查局同时将本次地震的全球地震响应快速评估系统经济损失警报级别提升至橙色，人员伤亡警报则为绿色。

2018年安克雷奇地震余震发震统计图。

2018年安克雷奇地震地震序列地理分布图。

美国地质调查局表示，7.0级及以上地震会对正常建筑结构造成严重损伤，并可能摧毁抗震性能不良的构造物。加利福尼亚理工学院地震学家露西·琼斯表示，现有的震害报告并不令人惊讶，地震发震区域有松散的沉积物和大量水体，当地面震动时会引发土壤液化，而这会造成地面建筑物的损坏。美国地质调查局驻安克雷奇的地球物理学家彼得·霍伊斯勒（Peter Haeussler）说，这是一次发生在太平洋板块内部的板内地震，太平洋板块与北美板块碰撞所积累的应力得到释放是地震活动发生的原因。美国国家海啸预警中心高级研究员迈克尔·伯吉（Michael Burgy）表示，海啸警告是自动生成的，该中心在读取了监测仪数据后，确认地震并未导致水下滑坡，海啸警告随即取消。
美国地质调查局地球物理学家保罗·卡鲁索（Paul Caruso）表示，阿拉斯加州在1964年阿拉斯加大地震后所制定的严格的建筑规范使得当地建筑物经受住了此次地震的考验，他“祝贺阿拉斯加人民为地震做好了准备”。阿拉斯加地震危险性安全委员会委员斯特林·斯特雷特（Sterling Strait）认为，该州的建筑抗震标准已达到最高程度。美国《纽约时报》则引述专家言论指出，“虽然安克雷奇为大地震做好了准备，但是其他城市的情况可能未必如此良好。”
中国自然资源部海啸预警中心早先指出该次地震的震级为面波震级7.3级，震源深度12千米。中国地震台网则在稍后自动测定本次地震的规模为面波震级7.4级，其后又在正式速报中将震级调降为面波震级7.2级，震源深度则为40千米。中国地震台网估计本次地震震中处于北纬56.0度、西经149.1度的美国阿拉斯加州南部地区。
中国地震台网中心副主任刘桂萍表示，此次震中和震源机制解结果显示该地震是一次发生在俯冲太平洋板块内部的正断型破裂，可能属于太平洋板块向北俯冲到北美板块过程中，在板块交汇区域浅层地壳产生的近乎垂直于俯冲带的拉张型破裂。中国地震局有关专家解读指，对本次7.2级地震造成较大损失的主要原因，初步判断有三点，“一是震级大且震源相对较浅，地震震级达到7.2级，是阿拉斯加37年来最严重的一次地震。震源深度40千米，属浅源地震，地震动破坏较为强烈；二是地震震中距城市较近，地震震中距阿拉斯加州最大城市安克雷奇市仅17千米，直接影响较大；三是当地基础设施抗震能力不强，据初步了解， 震区基础设施基本建于上世纪七八十年代，抗震防灾能力相对较弱。”中国地震台网中心同时表示，地震活动间影响主要与距离、地震构造、震级等因素密切相关，这次阿拉斯加7.2级地震，距离中国遥远、地震构造无直接关系、震级也不是太大，因此对中国的地震活动带来的应力变化非常小，“对中国的地震活动不会产生直接影响” 。中国清华大学土木工程系教授陆新征及其课题组结合震中附近范围内台站记录分析得到的建筑震害分布分析指出，安克雷奇市区的震害情况主要处于轻微破坏与中度破坏之间，其中该市东部毁损程度较重。而库克湾以北的马塔努斯卡-苏西特纳自治市镇内的建筑震害则达到最高级别的“毁坏”程度。
日本气象厅在震后半小时内发布的两份远震关联消息中，先后推定此次地震的震级为日本气象厅地震规模7.0级。气象厅测定地震震中位于北纬61.3度、东经149.9度的北美洲西部地区。
亥姆霍兹德国地球科学研究中心推定指，此次地震震级为矩震级7.0级，震源深度55千米。德国地球科学研究中心GEOFON标准台网测定指，地震震级为面波震级7.0级，震源深度47千米。该中心认定本次地震震中位于北纬61.41度、西经150.7度的阿拉斯加南部区域。
另据欧洲地中海地震中心测定，本次地震震级为矩震级7.0级，震源深度31千米，震中附近最大烈度为欧洲宏观地震度量8（VIII）度。俄罗斯科学院地球物理研究所的140个地震台站记录到了这场地震，据俄科学院推算称，本次地震的震级达体波震级7.0级、面波震级7.0级，震源深度33千米，最大烈度达梅德韦杰夫·施蓬霍伊尔·卡尔尼克地震烈度表8-8.5度，震中位于北纬61.54度、西经150.04度的南阿拉斯加地区。
本次地震震后余震活动频繁。据中国地震台网中心监测，截至北京时间12月1日10时，共记录到余震78次，至少发生了8次强余震，其中4.0~4.9级地震9次，5.0~5.9级地震3次，最大余震为5.8级。美国地质调查局发布的余震预报指出，震后一周内发生5级以上余震的概率为88%，当地预计至多将发生8次左右5级以上余震。而发生7级以上余震的几率则仅为3%，表明一周内再次发生与主震同等规模地震的可能性很低。阿拉斯加地震中心在推特上表示，“虽然余震令人心烦意乱，但我们要强调的是，余震活动符合我们对此类地震的预期。”

## 震后响应

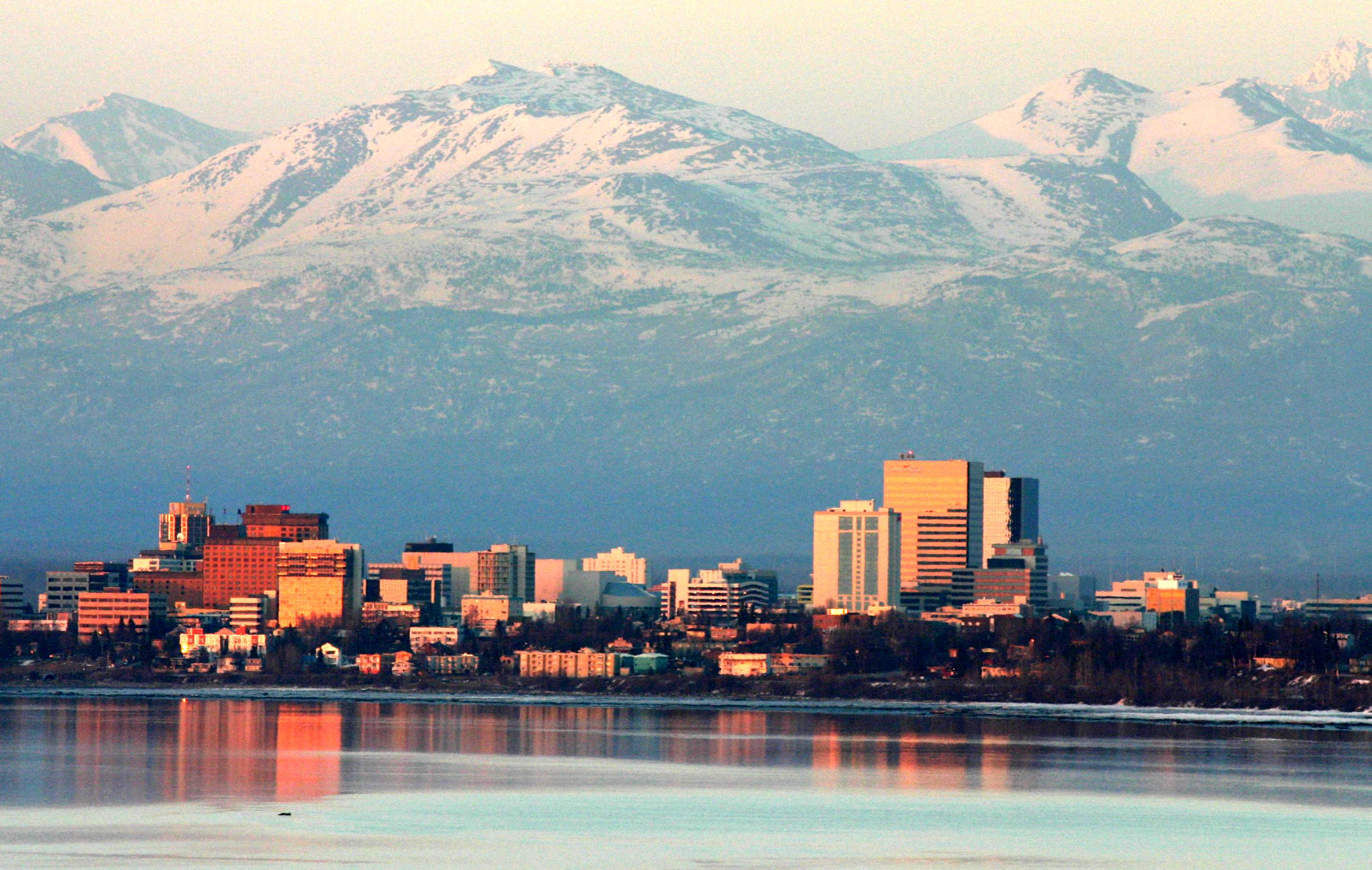
图为2008年拍摄的安克雷奇市天际线。本次地震震中位于安克雷奇市西北面约18千米处。

美国白宫30日通过推特表示，正在阿根廷出席G20峰会的美国总统唐纳德·特朗普已经听取了有关地震汇报。 特朗普在推特上写道：“致伟大的阿拉斯加民众，你们被重创了，请在那里听从帮助你们的那些训练有素的专业人士指示。你们的联邦政府将会不惜一切代价，上帝保佑你们！”特朗普总统宣布阿拉斯加州进入紧急状态，指示聯邦緊急事務管理署协调救灾工作。美国副总统迈克·彭斯也通过推特表达了其对阿拉斯加民众的关切。白宫新闻秘书莎拉·桑德斯表示，美国联邦政府尚未收到任何关于此次地震的人员伤亡报告。美国交通部调查人员当日通过搭乘一架黑鹰直升机从空中对进出安克雷奇的道路交通状况进行了评估。美国空军国民警卫队亦出动飞机赴震区执行搜救任务。美国国土安全部下属的联邦紧急措施署宣布根据《斯塔福德灾害救援和紧急援助法》第五条启动针对震区的联邦重建行动，并将向安克雷奇市、马塔努斯卡-苏西特纳自治市镇、基奈半岛自治市镇提供联邦援助资金。阿拉斯加州联邦参议员莉萨·穆尔科斯基对情况感到担忧，并强调“震中位于人口中心的中心”，安克雷奇的震害可能对整个州造成影响。
当日地震发生后，阿拉斯加州州长比尔·沃克旋即宣布该州进入紧急状态，并表示他一直与白宫保持着直接联系。比尔·沃克搭乘一架阿拉斯加州国民警卫队的黑鹰直升机在空中视察了安克雷奇及其附近地区，以评估该州发生大地震后的基础设施毁损情况。阿拉斯加州州长比尔·沃克指出，“修复被地震破坏的道路将需要至少一两个星期” 。定于12月3日就任的阿拉斯加州当选州长麦克·邓利维的工作人员参与了地震应急响应工作，以保证该州政权平稳过渡。阿拉斯加州当选州长麦克·邓利维12月1日表示，“除了照顾阿拉斯加人，现在不是做任何事情的时候” 。阿拉斯加州政府在埃尔门多夫－理查森联合基地设立了事件指挥中心，以监测余震情况，并评估道路、桥梁和建筑物受损情况。位于安克雷奇的阿拉斯加州政府办公室则同时宣布关闭，部分州政府人员临时休假以缓解阿拉斯加北部的严重交通堵塞。阿拉斯加州交通和公共设施部计划自12月1日起对全州桥梁的安全状况进行清查。阿拉斯加通信表示该公司已派出技术人员协助受灾用户恢复通信网络连接。
安克雷奇市市长伊森·伯科威茨认为，考虑到这次地震的震级，该市受损的程度“相对较小”。安克雷奇市城市经理比尔·法西（Bill Falsey）表示，市政当局已派员进行电力供应恢复工作，他预计公用事业部门供电中断的情况不会持续太久。安克雷奇市长办公室通讯主任克里斯廷·德史密斯（Kristin DeSmith）表示，该市已经建立了一个紧急行动总部，并正在收集相关灾情信息。安克雷奇市政府宣布该市市区进入紧急状态，市应急管理部门督促人们寻找庇护所。安克雷奇消防局鼓励人们使用社交媒体和短信与亲人联系，以避免影响应急部门的通话联络。安克雷奇消防局局长朱迪·赫特里克（Jodie Hettrick）呼吁市民互相照看，并注意查看邻居的情况，特别是那些年长或残障的邻居。安克雷奇警察局局长表示，警察和消防部门正在与阿拉斯加州州警和美国国民警卫队进行协调，“我们正在评估这次地震的震害情况，灾后重建可能需要很长时间”。安克雷奇学区表示将检查学区内各级学校的损毁情况，并确认相关管线是否出现潜在的气体泄漏情况。安克雷奇会议中心已作为紧急避难所开放，马塔努斯卡-苏西特纳自治市镇以及安克雷奇格德伍德、伊格尔河、楚加克等地也开设了全天候避难所。安克雷奇市的普罗维登斯阿拉斯加医学中心亦设置了事件指挥中心，以协调处置伤者救治事宜。